# Elaeocarpus hildebrandtii
Elaeocarpus hildebrandtii là một loài thực vật có hoa trong họ Côm. Loài này được Baill. mô tả khoa học đầu tiên năm 1886.